# Stolothrissa tanganicae
Stolothrissa tanganicae és una espècie de peix pertanyent a la família dels clupeids i l'única del gènere Stolothrissa.

## Descripció
- Pot arribar a fer 10 cm de llargària màxima (normalment, en fa 7).
- 12-18 radis tous a l'aleta dorsal i 16-27 a l'anal.[1][2][3]

## Reproducció
Els exemplars adults es desplacen cap a la costa per reproduir-s'hi.

## Alimentació
Menja plàncton.

## Hàbitat
És un peix d'aigua dolça, pelàgic i de clima tropical (1°S-10°S) que viu entre 8 i 60 m de fondària.

## Distribució geogràfica
Es troba a Àfrica: és un endemisme del llac Tanganyika.

## Observacions
És inofensiu per als humans.